# داگمار اشووبووا
داگمار اشووبووا (چکی: Dagmar Švubová؛ ۹ اوت ۱۹۵۸) اسکی‌باز صحرانوردی اهل چکسلواکی بود.